# Бородино (Гаврилово-Посадский район)
Бородино — село в Гаврилово-Посадском районе Ивановской области России, входит в состав Шекшовского сельского поселения.

## География
Село расположено в 9 км на восток от райцентра города Гаврилов Посад.

## История
В XVII—XIX веках село принадлежало помещикам Бутурлиным. О времени основания церкви в селе исторических указаний нет, однако по надписи на пожертвованном кресте церковь существовала в 1785 году. Существующая в селе церковь построена в 1867 году на средства помещиков Бутурлиных и освящена в 1873 году. В этой церкви был один предел в честь Архистратига Божьего Михаила. Теплая каменная церковь отдельно построена в 1827 году на средства прихожан и помещика Николая Александровича Бутурлина. В ней два престола: во имя Нерукотворного Образа и во имя Божьей Матери «Неопалимая Купина». Четырехугольная каменная колокольня с пиастрами соединена с холодной церковью. В 1893 году приход состоял из села (143 двора) и деревень: Шухры и Ивана. Всех дворов в приходе 248, мужчин — 654, женщин — 726. С 1875 года в селе существовала земская народная школа, помещавшаяся в отдельно построенном доме.
В конце XIX — начале XX века село являлось центром Бородинской волости Суздальского уезда Владимирской губернии.
С 1929 года село являлось центром Бородинского сельсовета Гаврилово-Посадского района, с 2005 года — в составе Шекшовского сельского поселения.  27 августа 1966 года на территории села произошла трагедия, в которой завалило стеной строящегося дома для офицеров 10 воспитанников организованной накануне детской трудовой колонии. Один из них вроде выжил. Трагедию "замолчали", что могло отчасти явиться причиной бунта колонистов 14 января 1967 года, который также засекретили.

## Население
| 1859 | 1897 | 1905 | 2010  |
| ---- | ---- | ---- | ----- |
| 763  | ↗862 | ↗938 | ↗1332 |

## Достопримечательности
В селе расположены действующая Церковь Михаила Архангела (1867) и недействующая Церковь иконы Божией Матери «Неопалимая Купина» (1827)

## Известные уроженцы
- Карпеев Владимир Михайлович (род. 1938) — советский и российский художник, скульптор, член Союза художников СССР с 1973 года. Сотрудник Марийских мастерских Художественного фонда РСФСР (1967―1988). Заслуженный художник Республики Марий Эл (1999).